# Resultados do Carnaval de Uruguaiana em 2019
Resultados do Carnaval de Uruguaiana em 2019, foram divulgados no dia 24 de março. Os Rouxinóis foi a vencedora com o enredo Os Filhos Mágicos dos Ventos.

## Grupo Especial
| AGREMIAÇÃO         | Comissão de Frente | Comissão de Frente | Comissão de Frente | Comissão de Frente | Bateria | Bateria | Bateria | Bateria | Abre Alas | Abre Alas | Abre Alas | Abre Alas | Alegorias e Adereços | Alegorias e Adereços | Alegorias e Adereços | Alegorias e Adereços | Harmonia | Harmonia | Harmonia | Harmonia | Fantasia | Fantasia | Fantasia | Fantasia | Samba Enredo | Samba Enredo | Samba Enredo | Samba Enredo | Conjunto | Conjunto | Conjunto | Conjunto | Enredo | Enredo | Enredo | Enredo | Evolução | Evolução | Evolução | Evolução | M. Sala P. Bandeira | M. Sala P. Bandeira | M. Sala P. Bandeira | M. Sala P. Bandeira | P.  | TOTAL |
| ------------------ | ------------------ | ------------------ | ------------------ | ------------------ | ------- | ------- | ------- | ------- | --------- | --------- | --------- | --------- | -------------------- | -------------------- | -------------------- | -------------------- | -------- | -------- | -------- | -------- | -------- | -------- | -------- | -------- | ------------ | ------------ | ------------ | ------------ | -------- | -------- | -------- | -------- | ------ | ------ | ------ | ------ | -------- | -------- | -------- | -------- | ------------------- | ------------------- | ------------------- | ------------------- | --- | ----- |
| Chucha na Zebra    | 9,9                | 10                 | 10                 | 9,9                | 9,7     | 9,9     | 9,8     | 10      | 9,7       | 9,8       | 9,9       | 9,8       | 9,8                  | 9,7                  | 9,9                  | 9,7                  | 9,9      | 10       | 9,7      | 10       | 9,8      | 9,8      | 9,6      | 9,6      | 10           | 9,0          | 9,8          | 10           | 9,9      | 9,8      | 9,9      | 9,9      | 9,8    | 9,7    | 9,8    | 9,7    | 10       | 9,9      | 9,9      | 10       | 9,9                 | 9,8                 | 9,8                 | 9,8                 | -   | 432,3 |
| Imperadores do Sol | 9,9                | 10                 | 10                 | 10                 | 9,9     | 10      | 9,7     | 10      | 9,8       | 9,8       | 10        | 9,8       | 9,7                  | 9,7                  | 9,8                  | 9,6                  | 9,9      | 9,9      | 9,9      | 10       | 9,8      | 10       | 9,8      | 9,9      | 10           | 10           | 10           | 10           | 9,9      | 10       | 10       | 10       | 9,9    | 9,8    | 10     | 9,7    | 9,9      | 10       | 9,9      | 10       | 10                  | 10                  | 10                  | 10                  | -   | 436,0 |
| Os Rouxinóis       | 10                 | 10                 | 10                 | 10                 | 10      | 10      | 10      | 9,9     | 9,9       | 10        | 10        | 10        | 9,9                  | 9,9                  | 9,8                  | 10                   | 9,9      | 10       | 10       | 10       | 9,9      | 10       | 10       | 10       | 10           | 10           | 10           | 10           | 10       | 9,8      | 10       | 10       | 10     | 10     | 10     | 10     | 9,8      | 10       | 10       | 10       | 10                  | 10                  | 10                  | 10                  | -   | 438,8 |
| Bambas da Alegria  | 10                 | 9,9                | 10                 | 10                 | 9,8     | 9,9     | 9,8     | 9,8     | 9,9       | 9,8       | 9,8       | 9,8       | 10                   | 9,7                  | 9,8                  | 9,9                  | 9,9      | 9,8      | 10       | 10       | 10       | 9,7      | 10       | 9,6      | 10           | 10           | 10           | 10           | 10       | 9,7      | 9,8      | 9,8      | 9,9    | 9,7    | 10     | 9,7    | 9,9      | 10       | 10       | 9,9      | 10                  | 9,9                 | 10                  | 9,9                 | 0,5 | 434,7 |
| Cova da Onça       | 10                 | 10                 | 10                 | 10                 | 10      | 10      | 9,9     | 10      | 9,7       | 9,8       | 10        | 9,9       | 9,6                  | 10                   | 9,8                  | 9,6                  | 9,9      | 10       | 10       | 10       | 9,8      | 9,9      | 9,8      | 9,8      | 10           | 10           | 10           | 10           | 9,9      | 9,7      | 9,9      | 9,9      | 9,7    | 9,7    | 10     | 10     | 9,8      | 9,9      | 9,8      | 10       | 10                  | 10                  | 10                  | 10                  | 1,0 | 434,8 |
| Ilha do Marduque   | 10                 | 10                 | 10                 | 10                 | 10      | 10      | 10      | 9,9     | 10        | 10        | 10        | 10        | 9,8                  | 10                   | 9,8                  | 10                   | 10       | 9,9      | 10       | 10       | 10       | 9,7      | 10       | 9,9      | 10           | 10           | 10           | 10           | 9,9      | 9,8      | 10       | 10       | 9,9    | 9,9    | 9,9    | 9,9    | 9,9      | 10       | 10       | 10       | 10                  | 9,7                 | 9,9                 | 10                  | -   | 437,9 |

| Pos | Escolas de Samba           | Pts   | Enredo                                                                   | Classificação ou rebaixamento            | Ref;                    |
| --- | -------------------------- | ----- | ------------------------------------------------------------------------ | ---------------------------------------- | ----------------------- |
| 1   | Os Rouxinóis               | 438,8 | Os Filhos Mágicos dos Ventos                                             | Campeã do Carnaval de 2019               | [ 1 ] [ 2 ] [ 3 ] [ 4 ] |
| 2   | Unidos da Ilha do Marduque | 437,9 | Marduque em Cartaz - É de Cinema o Nosso Carnaval                        | Continua no Grupo Especial em 2020       | [ 1 ] [ 2 ] [ 3 ] [ 4 ] |
| 3   | Imperadores do Sol         | 436   | Balangandãs - A Magia da Sorte, O Espanto do Mal e O Brilho das Estrelas | Continua no Grupo Especial em 2020       | [ 1 ] [ 2 ] [ 3 ] [ 4 ] |
| 4   | Unidos da Cova da Onça     | 434,8 | Caminhando Pelo Mundo Místico da Amazônia - Eu Sou a Onça                | Continua no Grupo Especial em 2020       | [ 1 ] [ 2 ] [ 3 ] [ 4 ] |
| 5   | Bambas da Alegria          | 434,7 | Bonito por natureza                                                      | Continua no Grupo Especial em 2020       | [ 1 ] [ 2 ] [ 3 ] [ 4 ] |
| 6   | Deu Chucha na Zebra        | 432,3 | A Genialidade da Loucura                                                 | Rebaixada para o Grupo de Acesso em 2020 | [ 1 ] [ 2 ] [ 3 ] [ 4 ] |

## Grupo de acesso
| Colocação | Escola            | Pontos | Nota      | Ref.  |
| --------- | ----------------- | ------ | --------- | ----- |
| 1º        | Império Serrano   | 215,3  | Promovida | [ 5 ] |
| 2º        | Apoteose do Samba | 175,8  |           | [ 5 ] |